# Rachid O.
Rachid O. es un escritor marroquí, nacido en Rabat en 1970.

## Biografía
Tras sus estudios en Marrakech, viaja a Francia y comienza a escribir sobre el delicado equilibrio entre el mundo musulmán y la homosexualidad.
Acogido desde el 2000 como huésped de la Villa Médici (Academia de Francia en Roma, dirigida por la Fondation de France).

## Obra
Rachid O. se siente más próximo a un Hervé Guibert que a los escritores marroquíes contemporáneos. Sus obras han modificado sensiblemente la percepción de la homosexualidad en la literatura del Magreb.
Su primera novela, L'enfant ébloui («El niño deslumbrado»), relata la historia de un joven marroquí que gusta a los muchachos y a los hombres, y «toma placer en ese comercio.»
Su libro Chocolat chaud («Chocolate caliente») es un relato sobre la iniciación de un joven marroquí que evoluciona entre dos culturas, con la cabeza llena de sueños y de imágenes de Francia. Es la tercera novela de Rachid O., «llena de alegría de vivir, de dudas, de simplicidad y de un lenguaje que acaricia el sentido más bello de la palabra inocente.»
- 1995: L'enfant ébloui, Gallimard
- 1996: Plusieurs vies, Gallimard
- 1998: Chocolat chaud, Gallimard
- 1998: Plusieurs vies, Gallimard
- 2003: Ce qui reste, Gallimard